# طواف فالوني 2017
طواف والوني 2017 (بالإنجليزية: 2017 Tour de Wallonie)‏ هو سباق دراجات هوائية، وهو الموسم رقم 44 من السباق، وأقيم خلال الفترة 22 يوليو 2017، وحتى 26 يوليو 2017، وامتدّ لمسافة 908.7 كيلومتر، وهو أحد سباقات طواف أوروبا للدراجات 2017، وهو من نوع سباق المرحلة، وهو من نوع سباق الدراجات، وقد شارك في السباق 159 متسابقاً ووصل إلى نهايته 134 متسابقاً.
فاز فيه بالمركز الأول ديلان تيونز، وبالمركز الثاني توش فان دير ساندي، وبالمركز الثالث بنجامين توماس، والفائز حسب ترتيب السرعة افالداس سيسكفهيوس، والفريق الفائز في ترتيب الفرق WB-Veranclassic-Aqua Protect 2017.

## الفرق
| فرق عالمية (6)- AG2R La Mondiale - BMC Racing Team - FDJ - Katusha-Alpecin - Lotto-Soudal - Lotto NL-Jumbo فرق قارية محترفة (11)- أكوا بلو سبورت 2017 ‏ - Cofidis, Solutions Crédits - ديلكو ‏ - Direct Énergie - Fortuneo-Oscaro - غازبروم روسفيلو ‏ - رومبوت تشارلز ‏ - سبورت فلاندرين بالويس 2017 ‏ - Verandas Willems-Crelan ‏ - Wanty-Groupe Gobert - بنجوال باوليز ساوكس دبليو بي ‏ فرق قارية (3)- Bingoal WB Devo Team ‏ - أرمي دي تير 2017 ‏ - Baloise–Trek Lions ‏ |  |
| |  |

## المراحل
| قائمة المراحل | قائمة المراحل | قائمة المراحل           | قائمة المراحل | قائمة المراحل | قائمة المراحل   | قائمة المراحل |
| المرحلة       | التاريخ       | الدورة                  |               | المسافة (كم)  | الفائز بالمرحلة | القائد العام  |
| ------------- | ------------- | ----------------------- | ------------- | ------------- | --------------- | ------------- |
| 1             | 22 يوليو      | ستافيلو – Marchin ‏      | مرحلة جبلية   | 189٫9         | بنجامين توماس   | بنجامين توماس |
| 4             | 25 يوليو      | بروكسل – Profondeville ‏ | مرحلة جبلية   | 164٫1         | جيمبي دراكر     | ديلان تيونز   |
| 3             | 24 يوليو      | آرلون – هوفاليز         | مرحلة جبلية   | 182٫7         | ديلان تيونز     | ديلان تيونز   |
| 2             | 23 يوليو      | Chaudfontaine ‏ – سيراين | مرحلة جبلية   | 189٫4         | جاسبر دي بويست  | ديلان تيونز   |
| 5             | 26 يوليو      | Chièvres ‏ – Thuin ‏      | مرحلة جبلية   | 182٫6         | ديلان تيونز     | ديلان تيونز   |

## النتيجة

### مرحلة 1
هي مرحلة جبلية، أجريت في 22 يوليو 2017 فاز بالمرحلة بنجامين توماس، ومتصدر الترتيب العام في نهاية المرحلة بنجامين توماس.
| التصنيف العام | التصنيف العام     | التصنيف العام | التصنيف العام       | التصنيف العام     |        |
| الدراج        | الدراج            | البلد         | الفريق              | الوقت             | السرعة |
| ------------- | ----------------- | ------------- | ------------------- | ----------------- | ------ |
| 1.            | بنجامين توماس     | فرنسا         | Armée de terre      | 4 س 28 دقيقة 30 ث |        |
| 2.            | شاندرو ميوريس     | بلجيكا        | Wanty-Groupe Gobert | + 9 ث             |        |
| 3.            | ديلان تيونز       | بلجيكا        | بي إم سي راسينغ     | + 11 ث            |        |
| 4.            | جيلي فانيندرت     | بلجيكا        | لوتو سودال          | + 15 ث            |        |
| 5.            | توش فان دير ساندي | بلجيكا        | لوتو سودال          | + 15 ث            |        |

### مرحلة 2
هي مرحلة جبلية، أجريت في 23 يوليو 2017 فاز بالمرحلة جاسبر دي بويست، ومتصدر الترتيب العام في نهاية المرحلة ديلان تيونز.
| التصنيف العام | التصنيف العام     | التصنيف العام | التصنيف العام       | التصنيف العام     |        |
| الدراج        | الدراج            | البلد         | الفريق              | الوقت             | السرعة |
| ------------- | ----------------- | ------------- | ------------------- | ----------------- | ------ |
| 1.            | ديلان تيونز       | بلجيكا        | بي إم سي راسينغ     | 8 س 57 دقيقة 55 ث |        |
| 2.            | شاندرو ميوريس     | بلجيكا        | Wanty-Groupe Gobert | + 0 ث             |        |
| 3.            | توش فان دير ساندي | بلجيكا        | لوتو سودال          | + 1 ث             |        |
| 4.            | بنجامين توماس     | فرنسا         | Armée de terre      | + 1 ث             |        |
| 5.            | جوناس فان جينشتن  | بلجيكا        | كوفيديس             | + 9 ث             |        |

### مرحلة 3
هي مرحلة جبلية، أجريت في 24 يوليو 2017 فاز بالمرحلة ديلان تيونز، ومتصدر الترتيب العام في نهاية المرحلة ديلان تيونز.
| التصنيف العام | التصنيف العام     | التصنيف العام | التصنيف العام               | التصنيف العام      |        |
| الدراج        | الدراج            | البلد         | الفريق                      | الوقت              | السرعة |
| ------------- | ----------------- | ------------- | --------------------------- | ------------------ | ------ |
| 1.            | ديلان تيونز       | بلجيكا        | بي إم سي راسينغ             | 13 س 23 دقيقة 15 ث |        |
| 2.            | توش فان دير ساندي | بلجيكا        | لوتو سودال                  | + 32 ث             |        |
| 3.            | بنجامين توماس     | فرنسا         | Armée de terre              | + 39 ث             |        |
| 4.            | جيلي فانيندرت     | بلجيكا        | لوتو سودال                  | + 42 ث             |        |
| 5.            | بيم يجثارت        | هولندا        | Roompot-Nederlandse Loterij | + 44 ث             |        |

### مرحلة 4
هي مرحلة جبلية، أجريت في 25 يوليو 2017 فاز بالمرحلة جيمبي دراكر، ومتصدر الترتيب العام في نهاية المرحلة ديلان تيونز.
| التصنيف العام | التصنيف العام     | التصنيف العام | التصنيف العام               | التصنيف العام      |        |
| الدراج        | الدراج            | البلد         | الفريق                      | الوقت              | السرعة |
| ------------- | ----------------- | ------------- | --------------------------- | ------------------ | ------ |
| 1.            | ديلان تيونز       | بلجيكا        | بي إم سي راسينغ             | 17 س 06 دقيقة 41 ث |        |
| 2.            | توش فان دير ساندي | بلجيكا        | لوتو سودال                  | + 32 ث             |        |
| 3.            | بنجامين توماس     | فرنسا         | Armée de terre              | + 39 ث             |        |
| 4.            | جيلي فانيندرت     | بلجيكا        | لوتو سودال                  | + 42 ث             |        |
| 5.            | بيم يجثارت        | هولندا        | Roompot-Nederlandse Loterij | + 44 ث             |        |

### مرحلة 5
هي مرحلة جبلية، أجريت في 26 يوليو 2017 فاز بالمرحلة ديلان تيونز، والفائز حسب التصنيف العام ديلان تيونز.
| التصنيف العام | التصنيف العام     | التصنيف العام | التصنيف العام   | التصنيف العام      |        |
| الدراج        | الدراج            | البلد         | الفريق          | الوقت              | السرعة |
| ------------- | ----------------- | ------------- | --------------- | ------------------ | ------ |
| 1.            | ديلان تيونز       | بلجيكا        | بي إم سي راسينغ | 21 س 19 دقيقة 34 ث |        |
| 2.            | توش فان دير ساندي | بلجيكا        | لوتو سودال      | + 43 ث             |        |
| 3.            | بنجامين توماس     | فرنسا         | Armée de terre  | + 54 ث             |        |
| 4.            | جيلي فانيندرت     | بلجيكا        | لوتو سودال      | + 1 دقيقة 02 ث     |        |
| 5.            | ميشيل كريدر       | هولندا        | Aqua Blue Sport | + 1 دقيقة 03 ث     |        |

## الفائزون
| الترتيب       | الفائز                       |
| ------------- | ---------------------------- |
| الفائز        | ديلان تيونز                  |
| الثاني        | توش فان دير ساندي            |
| الثالث        | بنجامين توماس                |
| حسب النقاط    | ديلان تيونز                  |
| تسلق الجبل    | ألكسيس غوجيراد               |
| سباقات السرعة | افالداس سيسكفهيوس            |
| أفضل شاب      | بنجامين توماس                |
| الفريق        | WB-Veranclassic-Aqua Protect |

### تصنيف النقاط
| تصنيف النقاط | تصنيف النقاط  | تصنيف النقاط | تصنيف النقاط    | تصنيف النقاط |        |
| الدراج       | الدراج        | البلد        | الفريق          | النقاط       | السرعة |
| ------------ | ------------- | ------------ | --------------- | ------------ | ------ |
| 1.           | ديلان تيونز   | بلجيكا       | بي إم سي راسينغ | 65 نقطة      |        |
| 2.           | جيمبي دراكر   | لوكسمبورغ    | بي إم سي راسينغ | 35 نقطة      |        |
| 3.           | بنجامين توماس | فرنسا        | Armée de terre  | 33 نقطة      |        |

### تصنيف الجبال
| تصنيف الجبال | تصنيف الجبال      | تصنيف الجبال | تصنيف الجبال                 | تصنيف الجبال |        |
| الدراج       | الدراج            | البلد        | الفريق                       | الوقت        | السرعة |
| ------------ | ----------------- | ------------ | ---------------------------- | ------------ | ------ |
| 1.           | ألكسيس غوجيراد    | فرنسا        | أيه إل أم                    | 74 نقطة      |        |
| 2.           | Jimmy Turgis ‏     | فرنسا        | كوفيديس                      | 52 نقطة      |        |
| 3.           | افالداس سيسكفهيوس | ليتوانيا     | Delko-Marseille Provence-KTM | 32 نقطة      |        |

## تصنيف الفرق

### الفرق حسب الوقت
| تصنيف الفرق حسب الوقت | تصنيف الفرق حسب الوقت        | تصنيف الفرق حسب الوقت | تصنيف الفرق حسب الوقت |        |
| الفريق                | الفريق                       | البلد                 | الوقت                 | السرعة |
| --------------------- | ---------------------------- | --------------------- | --------------------- | ------ |
| 1.                    | WB-Veranclassic-Aqua Protect | بلجيكا                | 64 س 03 دقيقة 24 ث    |        |
| 2.                    | أيه إل أم                    | فرنسا                 | + 4 دقيقة 02 ث        |        |
| 3.                    | كاتوشا ألبيسين               | سويسرا                | + 4 دقيقة 17 ث        |        |

## تصانيف فرعية

### تصنيف أفضل عداء
| تصنيف أفضل عداء | تصنيف أفضل عداء   | تصنيف أفضل عداء | تصنيف أفضل عداء              | تصنيف أفضل عداء |        |
| الدراج          | الدراج            | البلد           | الفريق                       | الوقت           | السرعة |
| --------------- | ----------------- | --------------- | ---------------------------- | --------------- | ------ |
| 1.              | افالداس سيسكفهيوس | ليتوانيا        | Delko-Marseille Provence-KTM | 30 نقطة         |        |
| 2.              | لاسي نورمان هانسن | الدنمارك        | Aqua Blue Sport              | 9 نقطة          |        |
| 3.              | Elmar Reinders ‏   | هولندا          | Roompot-Nederlandse Loterij  | 9 نقطة          |        |

### تصنيف أفضل شاب
| تصنيف أفضل شاب | تصنيف أفضل شاب  | تصنيف أفضل شاب | تصنيف أفضل شاب   | تصنيف أفضل شاب     |        |
| الدراج         | الدراج          | البلد          | الفريق           | الوقت              | السرعة |
| -------------- | --------------- | -------------- | ---------------- | ------------------ | ------ |
| 1.             | بنجامين توماس   | فرنسا          | Armée de terre   | 21 س 20 دقيقة 28 ث |        |
| 2.             | لويك فليجن      | بلجيكا         | بي إم سي راسينغ  | + 25 ث             |        |
| 3.             | Julien Mortier ‏ | بلجيكا         | AGO-Aqua Service | + 2 دقيقة 47 ث     |        |

## وصلات خارجية
- الموقع الرسمي
- لمحة عن سباق طواف فالوني 2017 على موقع  ProCyclingStats   (برو  سايكلنج  ستاتس) - إحصاءات  محترفي  الدراجات.
- طواف فالوني 2017 على موقع إحصائيات الدراجات الإحترافية (الإنجليزية)